# Tuscany
Tuscany es el duodécimo álbum de la banda de rock progresivo británica Renaissance, lanzado en el 2001.
Después de un largo periodo de inactividad, el grupo se vuelve a reunir. La vocalista Annie Haslam, el guitarrista Michael Dunford y el batería Terence Sullivan vuelven de la formación clásica. El tecladista John Tout también participa en el disco, pero solo como músico invitado. Se incorpora a la agrupación Mickey Simmond en piano y teclados.
La habitual letrista del grupo Betty Thatcher no regresó para escribir las letras de las canciones, de las cuales se encargó la propia Annie Haslam. Michael Dunford, como ha sido habitual en la trayectoria del grupo, se encargó de la composición.
A este disco siguió una gira mundial que los llevaría hasta Japón. Después de esto, la agrupación nuevamente se volvería a separar.

## Lista de canciones
1. "Lady from Tuscany" (6:41) 
2. "Pearls of Wisdom" (4:25)
3. "Eva's Pond" (3:42)  
4. "Dear Landseer" (5:21) 
5. "In the Sunshine" (4:25) 
6. "In My Life" (5:26) 
7. "The Race" (5:00)
8. "Dolphin's Prayer" (3:22)
9. "Life in Brazil" (3:43)
10. "One Thousand Roses" (7:12)

## Integrantes
- Annie Haslam - voz principal, coros
- Michael Dunford - guitarras
- Terence Sullivan - batería, percusiones
- Mickey Simmonds - teclados y arreglos orquestales

Músicos invitados:
- John Tout - piano en pistas 2 y 4, clavecín en pista 4, teclados en pista 8
- Roy Wood - bajo en pistas 4 y 5, teclados y arreglos orquestales en pista 5, coros en pista 8, percusiones en pista 9, productor pista 5
- Alex Caird - bajo em pistas 1, 2, 6, 7, 9 y 10